# Comté de Sedgwick (Colorado)
Pour les articles homonymes, voir Comté de Sedgwick.
Le comté de Sedgwick est un comté des États-Unis, situé dans l'État du Colorado. Son chef-lieu est Julesburg. Les autres municipalités du comté sont Ovid et Sedgwick.
Créé en 1889, le comté est nommé en l'honneur du général John Sedgwick.

## Démographie
| 1890  | 1900 | 1910  | 1920  | 1930  | 1940  |
| ----- | ---- | ----- | ----- | ----- | ----- |
| 1 293 | 971  | 3 061 | 4 207 | 5 580 | 5 294 |

| 1950  | 1960  | 1970  | 1980  | 1990  | 2000  |
| ----- | ----- | ----- | ----- | ----- | ----- |
| 5 095 | 4 242 | 3 405 | 3 266 | 2 690 | 2 747 |

| 2010  | - | - | - | - | - |
| ----- | - | - | - | - | - |
| 2 379 | - | - | - | - | - |